# Manas He
Manas He (chiń. upr. 玛纳斯河; chiń. trad. 瑪納斯河; pinyin Mǎnàsī Hé) – rzeka w północno-zachodnich Chinach, w regionie autonomicznym Xinjiang, w Kotlinie Dżungarskiej. Liczy 406 km długości a powierzchnia jej dorzecza wynosi 4056 km². Wypływa z lodowców w masywie Eren Habirga (Tienszan). W górnym biegu płynie głębokimi, wąskimi dolinami wypływając następnie na równinny obszar Kotliny Dżungarskiej. Uchodzi do jeziora Manas Hu, na wschód od miasta Karamay. Rzeka wykorzystywana do nawadniania.